# 鮎苦谷川
鮎苦谷川（あいくるしだにがわ）は、徳島県三好市を流れる吉野川水系の河川である。上流部分を、通称野呂内谷とも称する。

## 地理
三好市（旧三好郡）池田町白地ノロウチにある雲辺寺山（930m）の水源から池田町を経て吉野川左岸へ合流する。
上流は野呂内谷と呼ばれ、水源部に四国八十八箇所・第六十六番札所・雲辺寺がある。下流に早瀬があり、鮎がさかのぼるのに苦労するところからこの名がある。
上流より徳島県道268号野呂内三縄停車場線、徳島県道・香川県道6号込野観音寺線、徳島県道162号箸蔵停車場線と並行に流れている。

## 名所
- 雲辺寺（四国八十八箇所・第六十六番札所）
- 箸蔵寺
- 猪ノ鼻峠
- 坪尻駅

## 流域の主な施設
- 徳島県立池田支援学校
- 箸蔵自動車学校
- 三好市立箸蔵小学校
- 四国旅客鉄道（JR四国）坪尻駅